# Jean-François Rauger
Pour l’article ayant un titre homophone, voir Jean-François Roger.
Jean-François Rauger, né le 4 juin 1959 à Strasbourg, est un critique de cinéma français.

## Parcours
Directeur de la programmation à la Cinémathèque française au sein de laquelle il travaille depuis 1992, il a collaboré aux Cahiers du cinéma de 1992 à 1995 et il écrit dans Le Monde depuis 1995.

## Publications
- La Grande Bouffe : 1973, avec Gérard Pangon, Arte éditions, 1997
- Leo McCarey, le burlesque des sentiments, ouvrage collectif, (contrib.), Cinémathèque française, 1998  (ISBN 9782900596234)
- Lucio Fulci, le poète du macabre, ouvrage collectif (contrib.), Bazaar&Co, 2009  (ISBN 9782917339121)
- L'Œil qui jouit, Yellow Now, 2012  (ISBN 9782873403089)
- L'Œil domestique : Alfred Hitchcock et la télévision, Rouge Profond, 2014  (ISBN 978-2915083668)
- Samuel Fuller, le choc et la caresse, ouvrage collectif dirigé par Jacques Déniel, (contrib.), Yellow Now, 2017
- Jacques Tourneur, les territoires du thriller, Étranges politiques, éditions Capricci 2017
- (avec Bernard Benoliel, Gilles Esposito et Murielle Joudet), Hitchcock, La totale, éditions E/P/A, 2019.

## Apparitions comme acteur
- 1998 : Seul contre tous : agent immobilier
- 2001 : On appelle ça... le printemps : policier